# Радіаційно-захисний одяг
Радіаційно-захисний одяг (протирадіаційний, одяг для захисту від радіоактивного забруднення) — це засіб особистого захисту працівника від потрапляння радіоактивних речовин на шкіру. Такі засоби усувають або зводять до мінімуму дозу опромінення.

## Класифікація радіаційно-захисного одягу
Радіаційно-захисний одяг класифікується відповідно до ДСТУ ISO 8194-2001.